# Powerball (Australia)
Powerball este o loterie operată de către New South Wales Lotteries în New South Wales și în Australian Capital Territory, Tattersalls în Victoria și de Tasmania Golden Casket în Queensland, South Australia Lotteries Commission și de Lotterywest în Western Australia.
Noul Powerball extrage 6 numere dintr-un total de 40 din martie 2013, bila Powerball fiind extrasă dintr-un total de 20 de numere. Cel mai mare pot câștigat s-a ridicat la A$33 milioane; majoritatea poturilor nu sunt împărțite între mai mulți câștigători. Există totuși diferențe între versiunea americană și australiană a jocului; în SUA un bilet câștigă automat dacă a nimerit numărul Powerball (jocul american are 39 numere Powerball) pe când în versiunea australiană sunt necesare 3 numere (3 dintre cele 5 numere principale sau două plus Powerball). Potul loteriei americane se oferă ori în tranșe anuale, sau cu opțiune de cash, pe când câștigătorii australieni primesc toți banii într-o singură tranșă. Premiile americane sunt taxabile, iar cele australiene nu sunt. 
Gazda extragerilor Powerball este Troy Ellis, acestea fiind difuzate la televizor atunci când potul sare de $15 milioane.
Jocul a fost modificat la 1 martie 2013; se organizează extragerea a 6 numere principale plus numărul Powerball. Acest lucru va permite introducerea a unei a opta categorii (2 numere principale plus numărul Powerball). Printre schimbări se numără și creșterea prețului cu 10c per variantă, și introducerea opțiunii (QuickHit40).

## Recorduri
La 1 martie 2007, potul era de $33 milioane; a fost cel mai mare premiu câștigat.
La 5 iunie 2008, potul era de $58.737.207,41; după aceea cel mai mare pot din istoria Australiei (de atunci eclipsat de către Oz Lotto ce oferea $90 milioane la 30 iunie 2009).
La 30 iulie 2009, potul era de $80 milioane, cel mai mare pot din istoria Australiei. Atunci au fost mai mulți câștigători în categoria I.

## Șanse de câștig
| Divizie | Categorie               | Șanse de câștig bazate pe 12 jocuri |
| ------- | ----------------------- | ----------------------------------- |
| 1       | 6 Numere plus Powerball | 6,397,300:1                         |
| 2       | 6 Numere                | 336,700:1                           |
| 3       | 5 Numere plus Powerball | 31,360:1                            |
| 4       | 5 Numere                | 1,651:1                             |
| 5       | 4 Numere plus Powerball | 761:1                               |
| 6       | 3 Numere plus Powerball | 54:1                                |
| 7       | 4 Numere                | 40:1                                |
| 8       | 2 Numere plus Powerball | 10:1                                |

## Premii
| Categorie | Numere ghicite                  | Procentaj din fond câștiguri% | Șanse de câștig |
| --------- | ------------------------------- | ----------------------------- | --------------- |
| 1         | 6 numere principale + Powerball | 40%                           | 76,767,600:1    |
| 2         | 6 numere principale             | 3.25%                         | 4,040,400:1     |
| 3         | 5 numere principale + Powerball | 3.4%                          | 376,312:1       |
| 4         | 5 numere principale             | 1.9%                          | 19,806:1        |
| 5         | 4 numere principale + Powerball | 1.45%                         | 9,123:1         |
| 6         | 3 numere principale + Powerball | 12.65%                        | 641:1           |
| 7         | 4 numere principale             | 11.35%                        | 480:1           |
| 8         | 2 numere principale + Powerball | 26%                           | 110:1           |

## Legături externe
- Powerball Arhivat în 21 septembrie 2013, la Wayback Machine.
- Cum se joaca Powerball
- Powerball în New South Wales Arhivat în 22 ianuarie 2011, la Wayback Machine.
- Powerball în Queensland Arhivat în 2 octombrie 2011, la Wayback Machine.
- Powerball în South Australia
- Powerball în Western Australia Arhivat în 8 februarie 2007, la Wayback Machine.
  - Rezultate Powerball în Western Australia Arhivat în 23 decembrie 2007, la Wayback Machine.
- Powerball în Victoria & Tasmania Arhivat în 22 august 2011, la Wayback Machine.